# Scopifera discistriga
Scopifera discistriga är en fjärilsart som beskrevs av George Francis Hampson. Scopifera discistriga ingår i släktet Scopifera och familjen nattflyn. Inga underarter finns listade.